# Клируотер (Флорида)
Клируотер (Клирвотер, англ. Clearwater) — город во Флориде, в США. Входит в агломерацию Сент-Питерсбург-Тампа-Клируотер. К западу от Клируотера находится Мексиканский залив, а к юго-востоку — залив Тампа. По данным переписи 2010 года, в городе проживало 107 685 человек. Клируотер — административный центр округа Пинеллас.

## История
На территории современного Клируотера первоначально проживали индейцы Токобага. В 1528 году здесь появился испанский исследователь Панфило де Нарваес, а в 1539 году на берегу высадился конкистадор Эрнандо де Сото, который иногда считается первооткрывателем этого берега. На Де Сото произвела сильное впечатление нетронутая природа этого места и многочисленные чистые  родники. 
Около 1835 года началось строительство форта Гаррисон, названного в честь генерала (и будущего президента) Уильяма Гаррисона. Форт строился как боевой пост в ходе семинольских войн и располагался на скалах над бухтой Клируотер-Харбор. Эта бухта впоследствии была осушена и застроена кварталом Harbor Oaks. В ходе Второй семинольской войны форт занимал 6-й пехотный полк под командованием майора Уильяма Хоффмана. Форт занимали от 2 до 7 рот 6-го пехотного полка, которыми командовал подполковник Густавус Лумис. Обычно в форт отправляли больных и раненых военных для восстановления сил. В сентябре 1841 года все роты были переведены в форт Брук, а форт был оставлен.
В 1962 году местный житель обнаружил часть арсенала форта при посадке дерева в своём саду, после чего сотрудники Университета Южной Флориды провели раскопки форта. 
В 1842 году был издан Armed Occupation Act of 1842, которые гарантировал 160 акров земли каждому, кто готов носить оружие и обрабатывать этот участок; после этого население этого места стало увеличиваться. Первыми поселенцами были Стивенсы, Стивенсоны, Северы и Макмюллены. До 1906 года местность была известна как Clear Water Harbor. Название Clear Water «Чистая вода» была дано из родников, которые били в том месте, где сейчас городской Сити-Холл.
Дорога из Тампы в Клируотер когда-то занимала целый день, но в 1849 году была построена дорога, которая сильно сократила это время.
В годы Гражданской войны основная часть мужского населения ушла в армию, а федеральные боевые корабли время от времени совершали нападения на склады Клируотера. Город начал развиваться в конце XIX века, после того, как в 1888 году в него была проведена железная дорога. В 1891 году Клируотер стал городом, а Джеймс Крейн стал его первым мэром. В 1897 году железнодорожный магнат Генри Плант построил около Клируотера викторианский отель Belleview-Biltmore Hotel. В начале 1900-х годов в Клируотере проживало уже 400 человек, а зимой население увеличивалось до 1000 человек.

## География
Клируотер расположен по координатам 27°58′46″ с. ш. 82°45′59″ з. д.. По данным Бюро переписи населения США в 2010 году город имел площадь 101,63 км², из которых 66,20 км² — суша и 35,43 км² — водоёмы.

### Климат
| Показатель                           | Янв. | Фев. | Март | Апр. | Май  | Июнь | Июль | Авг. | Сен. | Окт. | Нояб. | Дек. | Год  |
| ------------------------------------ | ---- | ---- | ---- | ---- | ---- | ---- | ---- | ---- | ---- | ---- | ----- | ---- | ---- |
| Абсолютный максимум, °C              | 30   | 31   | 32   | 33   | 36   | 36   | 36   | 36   | 35   | 34   | 32    | 31   | 36   |
| Средний суточный максимум, °C        | 21,9 | 21,9 | 24,5 | 27,3 | 30,1 | 31,7 | 32,2 | 32   | 31,4 | 28,7 | 24,7  | 22,2 | 27,4 |
| Средняя температура, °C              | 16,8 | 16,8 | 19,4 | 22,2 | 25,1 | 27,2 | 27,8 | 27,8 | 27,1 | 23,9 | 19,6  | 17,1 | 22,6 |
| Средний суточный минимум, °C         | 11,6 | 11,8 | 14,3 | 17,1 | 20,1 | 22,6 | 23,4 | 23,4 | 22,7 | 19,2 | 14,5  | 12,1 | 17,7 |
| Абсолютный минимум, °C               | −4   | −3   | −2   | 5    | 12   | 16   | 17   | 18   | 16   | 7    | −3    | −7   | −7   |
| Норма осадков, мм                    | 51   | 89   | 89   | 51   | 53   | 157  | 241  | 241  | 183  | 71   | 46    | 64   | 1336 |
| Источник: Weatherbase, Weather Atlas |      |      |      |      |      |      |      |      |      |      |       |      |      |

## Демография
В 2019 году население города было рассредоточенным, с 18,7% в возрасте до 18 лет, 59,4% в возрасте от 18 до 64 лет и 21,9% в возрасте 65 лет и старше.
В период с 2014 по 2018 год средний доход домохозяйства в городе составлял 47 070 долларов, а средний доход семьи — 46 228 долларов. 15,9% населения оказались за чертой бедности.
Расовый состав населения:
| - 79,8 % — Белые - 10,9 % — Черные или афроамериканцы - 2,1 % — Азиаты - 0,5 % — Коренные американцы - 0,1 % — выходцы с тихоокеанских островов - 4,1 % — лица других рас |

### Языки
В 2000 году для 84,43% жителей английский был родным языком, а для 8,55% жителей испанский, для 1,15% жителей греческий, для 1,00% жителей французский, для 0,97%  жителей немецкий, для 0,85% итальянский был родным языком.

## Искусство и культура

### Морской аквариум Клируотера
В городе Клируотер находится «Морской аквариум Клируотера», небольшая некоммерческая организация и аквариум. Аквариум, открывшийся в 1972 году на пляже Клируотер, наиболее известен тем, что в нем обитает один из дельфинов Винтер. Винтер был спасен в 2005 году, и он стал одним из первых дельфинов, у которых был протез хвоста. Винтер потеряла хвост вскоре после того, как ее спасли из-за серьёзных травм в результате попадания в ловушку для крабов. В «Морском аквариуме Клируотера» есть еще два постоянных дельфина: Надежда (Хоуп) и Николас. Все три дельфина являются постоянными жителями и не могут быть освобождены из-за опасений о том, как они будут жить, из-за отсутствия основных навыков выживания, которым обычно обучает мать. «Морской аквариум Клируотера» был показан в двух американских фильмах, «История дельфина» и «История дельфина 2», где основные действия разворачивается в этом аквариуме. Фильм рассказывает о спасении и дальнейшей судьбе дельфина Винтер.

## Саентология
Клируотер является одним из главных центров саентологии, в нём расположено здание «Наземной базы Флага» (англ. Flag Land Base), купленное Церковью саентологии в 1975 году.

## Города-побратимы
- Каламария (греч. Καλαμαριά, англ. Kalamaria), Греция (2001)[13]
- Нагано (яп. 長野市), Япония (1959)[14]
- Вайонг (англ. Wyong), Австралия (2001)[15]